# Знаменщик Ундервуда
Знаменщик Ундервуда (лат. Ocreatus underwoodii) — вид птиц семейства колибри. Видовое название дано в честь Томаса Ричарда Андервуда (1772—1836), по рисунку которого Рене Лессон описал этот вид как Ornismya underwoodii.
Это маленькие, стройные колибри. Самцы достигают, включая хвостовые перья, длины около 13 см, самки около 8 см. Масса 3 г. Клюв прямой и очень короткий (13 мм).
Птица имеет зелёное мерцающее оперение, которое почти равномерно покрывает все тело самца, за исключением ярких белых перьев на ногах. Вид демонстрирует явный половой диморфизм. У самок нижняя сторона кремово-белая или беловато-зелёная, у подвида O. u. melanantherus белая с зелёными пятнами по бокам груди. На макушке головы самки виден медный оттенок, за глазом — белое пятно.
Центральные хвостовые перья у самцов зелёные, остальные сине-чёрные. Внешняя пара перьев сильно вытянута с длинным блестящим стеблем и расширена, словно флажок на кончике. У O. u. peruanus, расширенные концы длинных наружных хвостовых перьев довольно вытянуты, у O. u. annae округлые и часто скрещенные. У самок хвост тёмно-зелёный с более тёмной концевой полосой и сильно раздвоен. Кроющие подхвостья самок обычно жёлто-коричневые.
Вид распространён в Андах Венесуэлы, Колумбии, Эквадора, Перу и Боливии. Он обитает в горных лесах и на опушках леса на высоте от 850 до 3100 м. Их полёт напоминает полёт пчелы. На первый взгляд их можно принять за крупное насекомое. Питается в полёте или цепляясь за цветок. Птицы встречаются в одиночку в подлеске или группами в кронах цветущих деревьев. Свою пищу они добывают на деревьях рода Inga и Calliandra, а также семейств бобовых, мареновых и бромелиевых.
Ранее был монотипичным. Подвиды O. u. peruanus и O. u. annae были выделены в самостоятельные виды.